# Molophilus exsertus
Molophilus exsertus là một loài ruồi trong họ Limoniidae. Chúng phân bố ở miền Australasia.